# Партія Шарія
Партія Шарія (рос. Партия Шария) — заборонена проросійська політична партія в Україні. Створена пропагандистом та колишнім журналістом Анатолієм Шарієм, який 2012 року втік з України, і продовжив вести проросійську пропаганду й пропагувати українофобію. За даними СБУ, відео Шарій знімає для дискредитації України в інтересах російських спецслужб.
У різні періоди партію офіційно очолювали: Антоніна Бєлоглазова, Анатолій Жила, Наталя Чекман, Ольга Шарій (Бондаренко) (керівник). Представниками партії були Алла Бондаренко та Олександр В'юник.
За повідомленням українських ЗМІ, партія Шарія є проєктом іншої проросійської партії ОПЗЖ. У серпні 2020 року ОПЗЖ обрали Партію Шарія як свого основного союзника на місцевих виборах в Україні 2020 року. Під час передвиборчої кампанії, Партія Шарія займалася поширенням агітаційних матеріалів з картою України без Криму.
19 березня 2022 року Радою нацбезпеки та оборони на час воєнного стану діяльність цієї політичної партії припинена.
16 червня 2022 року Восьмий апеляційний адміністративний суд заборонив діяльність цієї партії.
6 вересня 2022 діяльність Партії Шарія в Україні була остаточно заборонена, про це повідомила пресслужба СБУ.

## Історія
6 червня 2019 року Шарій оголосив про створення партії шляхом перереєстрації партії «Об'єднана Україна», створеної 18 лютого 2015 адвокатом Анатолієм Жилою. Керівником партії стала Антоніна Бєлоглазова. 9 червня 2019 пройшов з'їзд, на якому були висунуті кандидати в депутати на парламентських виборах 2019 року.
24 червня 2019 року партію зареєстрували у ЦВК. ЦВК відмовила керівнику партії Шарію в реєстрації кандидатом в нардепи, адже він не виконав вимогу про перебування й проживання в Україні протягом 5 років перед виборами. Верховний суд після розгляду скарги зобов'язав ЦВК продовжити розгляд документів Шарія, але не зобов'язував реєструвати.
2 липня 2019 року ЦВК зареєструвала Шарія кандидатом у депутати до Верховної ради. Того ж дня на Майдані Незалежності в Києві зібралася акція протесту. Люди протестували проти реєстрації кандидатами Шарія й Андрія Клюєва.
3 липня ЦВК відмовила Шарію в реєстрації кандидатом в нардепи на підставі відповіді від СБУ. За даними СБУ, Шарій покинув межі України 24 січня 2012 року.
8 липня, після публікації на сайті вінницького видання «Вежа» новини про спалення невідомими вінницькими активістами агітаційних матеріалів партії Шарія, люди, пов'язані з партією, почали погрожувати головному редактору сайту Андрію Качору. Про це також повідомила громадська організація Інститут масової інформації. 12 липня поліція розпочала кримінальне провадження за фактом погроз.
Погрози були викликані коментарем Качора у соціальній мережі Facebook, де він порівнював протистояння в Одесі 2 травня із шашликами. Щодо коментаря Андрія Качора, з якого усе почалося, жодного провадження не було відкрито. Коментар був видалений зі сторінки Качора.
27 липня ЦВК виявила порушення у фінансових звітах партії щодо надходження коштів для виборчих фондів. ЦВК передала прохання перевірити звіти партії Агентству з питань запобігання корупції.
19 червня 2020 року, з розслідування журналіста Сергія Іванова, стало відомо, що Партія Шарія легалізує гроші за схемою добровільних внесків, підставляючи «благодійників» під кримінальну відповідальність. Іванов зробив кілька дзвінків «благодійникам» Шарія, в яких вони пояснюють, що пожертвувані гроші не належали їм.
Під час передвиборчої кампанії місцевих виборів в Україні 2020 року стало відомо, що партія Шарія поширює агітацію, де карту України зображено без тимчасово окупованого Росією Криму.
У вересні 2022 року Верховний суд України повністю заборонив роботу партії.
У січні 2023 року СБУ викрили у Дніпрі підпільний осередок "партії", який готувався проводити в регіоні заворушення. Під час обшуків було виявлено інструкції щодо провокацій масових заворушень під час громадських заходів.

## Розслідування діяльності
8 червня 2021 року СБУ провела обшуки у частини засновників партії у Києві та Бучанському районі Київщини. У них, зокрема, було виявлено паспорти РФ. Їм інкримінують звинувачення за ч. 1 ст. 110 (посягання на територіальну цілісність і недоторканність України) та ч. 3 ст. 358 (підроблення документів, печаток, штампів та бланків, збут чи використання підроблених документів, печаток, штампів) ККУ.

## Ідеологія та фінансування

### Проросійська ідеологія
Партія має проросійську ідеологію, веде проросійську пропаганду й пропагує українофобію. Журналіст Сергій Іванов вважає, що «партія Шарія, як і партія Медведчука — це певні заходи під час цієї гібридної війни. Просто не обов'язково атакувати, не обов'язково стріляти, коли тут можна створити за російські гроші абсолютно проросійські партії і захопити владу (або принаймні спробувати) у відносно законний спосіб».

### Фінансування
Українські громадські організації вважають що партію приховано фінансують з Росії. У жовтні 2020 року журналісти bihus.info виявили, що діяльність партії фінансує українська компанія «БРСМ-Нафта». Зокрема, Анжела Василівна Ларкіна, керівниця низки підприємств, що належить компанії, схвалює всі неофіційні фінансові витрати на діяльність проєкту.

## Державна зрада Анатолію Шарію
16 лютого 2021 року СБУ офіційно оголосила підозру у державній зраді керівнику партії Шарію.

## Союз з ОПЗЖ та Медведчуком
За даними українських ЗМІ, партія ймовірно є проєктом іншої проросійської партії — ОПЗЖ. У червні 2020 року кум президента РФ Путіна і керівник проросійської партії ОПЗЖ Віктор Медведчук заявив в ефірі пропагандистського телеканалу Росія-24, що вважає Партію Шарія своїм союзником.
5 липня 2020 року журналіст видання «Детектор медіа» Ярослав Зубченко висловився про підтримку Партії Шарія з боку кума президента РФ Володимира Путіна — Віктора Медведчука і його проросійської партії ОПЗЖ й заявив, що Шарій отримує від ОПЗЖ повний пакет підтримки: сотні годин ефірного часу на проросійських інформаційних каналах України, особливе ставлення ведучих, згадки в інтерв'ю з політиками, розкрутку акцій та «політичних переслідувань».
17 липня 2020 року народний депутат від ОПЗЖ Микола Скорик заявив, що не виключає створення коаліції з Партією Шарія в ряді обласних або міських рад за результатами місцевих виборів. Згодом, на початку серпня 2020 року ОПЗЖ офіційно обрали Партію Шарія як свого основного союзника на місцевих виборах в Україні у 2020 році.

## Офіційна підтримка з бокуМЗС Росії
26 липня 2021 речник МЗС Росії Марія Захарова за інформацією державного пропагандистського ресурсу Росії «РІА Новини» заявила, що Росія буде підтримати «Партію Шарія» і заступатися за неї на міжнародних майданчиках проти можливої заборони в Україні.

## Керівництво партії
Перші члени у передвиборчому списку партії, зареєстровані ЦВК до виборів:
- Антоніна Бєлоглазова — член російської пропутінської організації «НОД»[ru], редакторка сайту Шарій.net, помічниця Шарія, резидентка сайту «Миротворець»[65], керівниця партії (до 7 червня 2020 року[1]).
- Ольга Бондаренко — блогер, жінка Шарія[66], керівниця партії (з 7 червня 2020 року[1]).
- Павло Уллах — підприємець, редактор сайту Шарій.net[67].
- Іван Мамчур — підприємець.
- Євген Євтухов — діджей; засновник радіостанції DJFM; син власника «Радіо Шансон», народного депутата від «Партії регіонів» Анатолія Євтухова.
- Артур Талабіра — журналіст телеканалу «НАШ» Євгена Мураєва, відомого своєю проросійською позицією.
- Микола Гладенький — безробітний.
- Дмитро Бутенко — підприємець, займається равликовим промислом.
- Роман Катеринчик — підприємець.

Самому Шарію ЦВК відмовила в реєстрації у кандидати у народні депутати на виборах 2019 року, оскільки він не проживав на території України 5 років перед виборами.
Згідно з законом, партії, що брали участь у парламентських виборах, можуть отримати державне фінансування, що розраховується як 2 % прожиткового мінімуму, помножені на кількість виборців, що віддали голос за партію. Таким чином, хоча партія й не перетнула необхідного бар'єру, але отримає з бюджету 12,1 млн грн. 2 жовтня 2019 року цей закон було скасовано, отже партія не отримуватиме державної допомоги.

## Рейтинг
За даними опитувань соціологічної групи Рейтинг на 3 липня 2019 року рівень її підтримки становив 1,8 %. За даними Українського інституту соціальних досліджень ім. Яременка та центру «Соціальний моніторинг» на 7 липня, рейтинг становив 2,6 %. На 11 липня рейтинг складав 2 %.
За результатами парламентських виборів 2019 року партія отримала 2,23 % голосів. За даними Національного екзит-полу, 69 % електорату партії Шарія живе у Південному та Східному регіонах України.

## Скандали

### Зв'язки з російськими неонацистами та антидержавні заходи
Антоніна Бєлоглазова, друга людина в його партії та редактор сайту Шарія, в 2015—2016 роках співпрацювала в Росії з організацією «Національно-визвольний рух» (рос. «Национально-освободительное движение», НОД), яка ставить своєю метою «відновлення суверенітету Росії». Цей рух було неодноразово помічено на різних пропутінських заходах.
Костянтин Мамросенко, брат Бєлоглазової, який очолює відділ «В» в «Партії Шарія», разом із терористом «Моторолою» брав участь у захопленні Харківської ОДА під час так званої «російської весни» 2014 року.
Тарасій Плаксій, куратор партії Шарія в Хмельницькій, Чернівецькій та Тернопільській областях, 2017 року був на військовому полігоні Алабіно в Російській Федерації, де знаходяться частини російського спецназу, і брав там участь в патріотичному заході «Бійцівський забіг до дня Росії».
Співзасновник компанії з пошуку роботи Work.ua у березні 2020 року публічно заявив, що заборонив розміщувати на ресурсі оголошення від партії Шарія.

### Інші скандали
- 25 червня 2019 року учасник партії в костюмі клоуна й масці прийшов на зустріч представників партії «Європейська Солідарність» із виборцями у Стрию. Чоловік вигукував у натовпі «Шарій», «В адміністрації Президента сиділа 5 колона». Втік, коли його попросили зняти маску[82].
- 28 червня учасники партії намагалися зірвати мирний флешмоб Вакарчука, голови партії «Голос», перед Верховною радою[83][84].
- 1 липня 2019 року учасники партії спробували зірвати зустріч одеситів з кандидатами в народні депутати від «Європейської солідарності»[85].
- 3 липня на зустрічі кандидата в народні депутати Порошенка зі своїми виборцями декілька учасників партії під час виступу намагалися перекричати як Порошенка, так і інших людей на сцені[86].
- 4 липня 2019 року учасники партії намагалися здійснити провокації в Харкові на площі Свободи на зустрічі з кандидатом в депутати. Завдяки діям харківських активістів з організації «Світанок», вдалося уникнути провокацій з боку прихильників Шарія[87].
- Цього ж дня учасники партії прийшли на виступ Порошенка у Кам'янці-Подільському. Порошенко назвав Шарія «кремлівським виродком», а його прихильників «найнятими на російські гроші» — «виблядками»[88].
- 7 липня 2019 року учасники партії влаштували хід по Мелітополю, намагаючись публічно заявити про себе[89].
- 10 липня 2019 року учасники партії прийшли на мітинг Порошенка в Ужгороді, намагаючись зірвати виступ[90].
- 11 липня 2019 року учасники партії здійснили спробу зірвати виступ Порошенка в Житомирі[91].
- 14 липня 2019 року учасники партії спровокували конфлікт і вчинили бійку з представниками іншої партії у Тернополі[92].
- 16 липня 2019 року учасники партії в Рівному застосували газовий балончик проти учасника АТО Тараса Давидюка. Ветеран отримав хімічні опіки ока[93].
- 6 грудня 2019 року в Києві під час акції по роздачі безкоштовної партійної газети стався кофлікт з активістами Партії Шарія. Зокрема, під час сварки було застосовано газові балончики та зіпсовані агітаційні матеріали. Сутичку вже засудила Об'єднана єврейська громада України[94].
- 24 грудня 2019 року на судовому засіданні в справі про вбивство журналіста Шеремета керівницю партії Шарія Антоніну Бєлоглазову виштовханули з зали суду, називаючи її «тварюкою» і «провокатором», через те, що та намагалася зірвати це засідання та влаштувала скандал. Представниця А. Шарія у свою чергу вирішила викликати в зал суду поліцію[95].
- Комітет виборців України поставив діяльність партії на восьме місце у рейтингу «ТОП-10 спекуляцій політиків на тему коронавірусу»[96]. Анатолій Шарій водночас заявив про готовність будувати «табори» для представників КВУ.
- 17 червня 2020 року близько 500 учасників партії мітингували під Офісом Президента України, провокуючи конфлікт з контрпротестувальниками[97]. Прихильники Шарія застосовували газові балончики та палиці для побиття супротивників, зокрема ветеранів[98]. На акцію на підтримку партії проросійського блогера також закликав екс-прем'єр-міністр України Микола Азаров[99]. Після завершення акції під Офісом Президента України, в київському метро сталася масова бійка, яка була спровокована найманцями партії Шарія[100][101].
- 22 червня 2020 року голова житомирського осередку партії Шарія бризнув сльозогінним газом в очі ветерану «Азова», після чого між представником партії проросійського блогера і двома учасниками АТО сталася бійка[102][103].
- 25 червня поліціянти затримали мікроавтобус із тітушками, найнятими Шарієм, що їхали на анонсовану акцію Нацкорпусу в Запоріжжі для проведення провокацій та бійок[104].

## Заборона в Україні
23 липня 2020 року Окружний адміністративний суд Києва просять зобов'язати Міністерство юстиції звернутися до суду про заборону діяльності партії. Позивач просить суд визнати протиправною бездіяльність Мін'юсту щодо неприйняття рішення з приводу невідповідності діяльності партії проросійського блогера вимогам Закону «Про засудження комуністичного та націонал-соціалістичного (нацистського) тоталітарних режимів в Україні та заборону пропаганди їхньої символіки». Приводом для можливої заборони партії стало використання образу Йосипа Сталіна разом з партійною символікою у відеоматеріалах Анатолія Шарія, а також підтримка проросійським блогером репресивної політики Сталіна в соціальних мережах.
30 липня Окружний адміністративний суд міста Києва відкрив провадження щодо заборони діяльності партії Шарія.
У вересні 2021 року Служба безпеки України повідомила про підозру керівникам «Партії Шарія» — Аллі Бондаренко, Антоніні Бєлоглазовій, Анатолію Жилі та представниці партії «Об'єднана Україна» Наталі Чекман. Повідомляється, що СБУ має аргументовані докази причетності вказаної особи до підробки документів про перереєстрацію політичної партії «Об'єднана Україна» у політичну партію «Партія Шарія».